# 勝川春好 (2代目)
二代目 勝川春好（にだいめ かつかわ しゅんこう、生没年不詳）とは、江戸時代の浮世絵師。

## 来歴
勝川春英の門人。姓は不詳、俗称は清次郎。画姓に勝川を称し、可笑斎、登竜斎と号す。初めは堤等琳に学び秋琳と号したが、後に春英の門下となり、文化3年（1806年）の正月以降は春扇（しゅんせん）と名乗った。文化から文政のころにかけて美人画、役者絵の他、風景画を描く。文政3年（1820年）の頃から二代目春好を名乗る。晩年は芝神明町に移転し、陶器のために絵筆をとったといわれる。

## 作品
- 「汐汲み」　錦絵　東京国立博物館所蔵
- 「美人ひいき画合・八百茂ひいき」　大判錦絵　東京国立博物館所蔵
- 「菖蒲美人図」　紙本着色　奈良県立美術館所蔵
- 「吉原風景図屏風」　絹本着色 二曲一双